# Acomys airensis
Acomys airensis är en gnagare i släktet taggmöss som förekommer i Afrika. Den listades en tid som underart eller synonym till Acomys cahirinus men sedan början av 2000-talet godkänns den som art.
Denna gnagare blir 94 till 155 mm lång (huvud och bål), har en 78 till 103 mm lång svans och väger 25 till 55 g. Den taggiga pälsen på ovansidan har en orangegrå färg som blir ljusare på kroppens sidor. Det finns en tydlig gräns mot den vita pälsen på undersidan. Under djurets små ögon kan det förekomma en vit fläck. Artens karyotyp varierar mellan 2n=40 och 2n=46.
Utbredningsområdet ligger norr om floden Niger i Saharas klippiga delar och i andra torra landskap. Det sträcker sig från centrala Mauretanien över Mali och södra Algeriet till Niger. Arten vistas i klippiga områden med glest fördelad växtlighet samt nära människans samhällen. Den besöker bland annat trädgårdar och hittades även i byggnader.
Acomys airensis livnär sig liksom andra taggmöss av insekter. Den är troligen nattaktiv och vistas främst på marken. Som sovplats används främst bergssprickor. Upphittade honor var oftast med två ungar dräktiga. Denna gnagare jagas av tornugglan.
Arten listas av IUCN som livskraftig (LC).